# Nina Wiktorowna Tscheremissina
Nina Wiktorowna Tscheremissina (russisch Нина Викторовна Черемисина; * 14. Dezember 1946 in Pskow) ist eine ehemalige sowjetische Steuerfrau im Rudern. Sie gewann drei Weltmeistertitel und zwei olympische Medaillen.

## Sportliche Karriere
Die 1,53 m große Steuerfrau von Spartak Pskow gewann ihren ersten Titel bei den Weltmeisterschaften 1979 in Bled. In der Besetzung Walentina Semenowa, Swetlana Semjonowa, Galina Stepanowa, Marija Fadejewa und Nina Tscheremissina gewann der sowjetische Vierer mit Steuerfrau vor den Booten aus der DDR und Rumänien. 
Bei den Olympischen Spielen 1980 in Moskau war der Vierer umbesetzt. Marija Fadejewa, Galina Sowetnikowa, Marina Studnewa, Swetlana Semjonowa und Nina Tscheremissina belegten im Vorlauf den zweiten Platz hinter dem Boot aus der DDR. Etwa anderthalb Stunden später belegte der sowjetische Doppelvierer mit Antonina Pustowit, Jelena Matijewskaja, Olga Wassiltschenko, Nadeschda Ljubimowa und Steuerfrau Natalja Kazak den zweiten Platz hinter den Bulgarinnen, aber vor dem Doppelvierer aus der DDR. Da nur die Vorlaufsieger automatisch ins Finale vorrückten, mussten sowohl der Vierer mit Steuerfrau als auch der Doppelvierer in die Hoffnungsläufe. Zwei Tage nach den Vorläufen qualifizierte sich der Vierer mit Steuerfrau durch einen Sieg im Hoffnungslauf für das Finale. Fünfzig Minuten später belegte der Doppelvierer den zweiten Platz hinter dem Boot aus der DDR. Beide Boote waren an einer Stelle umbesetzt: Im DDR-Doppelvierer ruderte Jutta Lau für Gisela Medefindt, den sowjetischen Doppelvierer steuerte Tscheremissina statt Kazak. Am Finaltag, drei Tage nach den Hoffnungsläufen, gewann Tscheremissina zunächst Bronze im Vierer mit Steuerfrau hinter den Vierern aus der DDR und aus Bulgarien. Zwei Stunden später erreichte der von ihr gesteuerte Doppelvierer als zweites Boot hinter dem DDR-Doppelvierer das Ziel.
Im Jahr darauf trat der sowjetische Vierer mit Steuerfrau in der Besetzung Olha Pywowarowa, Marina Studnewa, Swezlana Semjonowa, Raissa Doligaida und Tscheremissina an, der sowjetische Vierer gewann den Titel bei den Weltmeisterschaften in München vor den Booten aus der DDR und aus den Vereinigten Staaten. Im Jahr darauf bestand der sowjetische Vierer aus Svetlana Semjonowa, Walentina Semenowa, Galina Stepanowa, Larissa Sawarsina und Nina Tscheremissina, bei den Weltmeisterschaften in Luzern siegte das sowjetische Boot vor den Vierern aus den USA und aus Rumänien. In der Besetzung Feodosia Kaleinikowa, Walentina Semenowa, Swetlana Semjonowa, Angelina Kaolikauskaite und Nina Tscheremissina belegte der sowjetische Vierer den dritten Platz hinter DDR und Rumänien bei den Weltmeisterschaften 1983. 